# Bandera de Míchigan

Bandera del gobernador de Míchigan

La bandera del estado de Míchigan consiste en el escudo de armas del estado sobre un campo azul oscuro, según lo establece por la ley del estado de Míchigan. La bandera de uso del gobernador es un variante de esta, ya que el campo es blanco en vez de azul.

## Diseño
El escudo de Míchigan que se representa tiene un escudo interno a su vez de color azul claro, en el que se ve un amanecer sobre un lago y una península, sobre esta un hombre con una mano en alto y la otra apoyada en un rifle, que representa la paz y la capacidad de defenderla. Un alce y un reno representan los animales de Míchigan, mientras que el águila calva representa a los Estados Unidos. 
El diseño incluye tres lemas en latín. De arriba abajo son:
1. El lazo rojo: E Pluribus Unum, "De muchos uno", uno de los lemas oficiales de Estados Unidos.
2. El escudo de color azul claro: Tuebor, "defenderé".
3. El lazo blanco:Si quæris peninsulam amœnam circumspice, "Si busca una agradable península, mira alrededor" (lema oficial del estado).

## Historia
La bandera actual, fue adoptada en 1911, la tercera adoptada por el estado. El primer pabellón ofrecía un retrato del primer gobernador de Míchigan, Stevens Thomson Mason, por un lado y el escudo de armas del Estado y "un soldado y una mujer" en el otro lado. La segunda bandera, adoptada en 1865, mostraba el escudo de armas del estado de un lado y el escudo de armas de los Estados Unidos, por el otro.

## Promesa
La promesa de lealtad a la bandera del Estado de Míchigan fue escrita por Harold G. Coburn y fue adoptada oficialmente como Ley Pública 165 de 1972. 

Prometo lealtad a la bandera de Michigan, y el estado que representa, dos bellas penínsulas unidas por un puente de acero, donde la igualdad de oportunidades y justicia para todos es nuestro ideal.

## Calificación
La Asociación Vexilológica Norteamericana (NAVA), en su encuesta de 2001 de banderas estatales evaluó la actual bandera de Míchigan 59a sobre 72 banderas evaluadas, dándole una puntuación media de sólo 3,46 sobre un máximo posible de 10 puntos.